# Oscar Grégoire
Oscar Grégoire (Moscou, 27 de março de 1877 - 1947) foi um jogador de polo aquático belga, medalhista olímpico.
Oscar Grégoire fez parte do elenco medalha de prata de Paris 1900, Londres 1908 e Estocolmo 1912. Era membro do Brussels Swimming and Water-Polo Club.